# Navas de San Antonio
Navas de San Antonio ist eine Gemeinde in der spanischen Provinz Segovia. Sie liegt im Süden der Autonomen Region Kastilien und León, an der Nordwestabdachung der Sierra de Guadarrama. Sie hat 366 Einwohner (Stand: 2024). 

## Geographie
Navas de San Antonio liegt etwa 27 Kilometer südwestlich vom Stadtzentrum von Segovia in einer Höhe von ca. 1160 m. Durch die Gemeinde führt die Autopista AP-6.
Navas de San Antonio befindet sich innerhalb der Zone des kontinentalen mediterranen Klimas.

## Bevölkerungsentwicklung
| Jahr      | 1970 | 1981 | 1991 | 2001 | 2011 | 2021 |
| Einwohner | 595  | 400  | 335  | 295  | 431  | 366  |

## Sehenswürdigkeiten
- Nikolauskirche (Iglesia de San Nicolás de Bari)

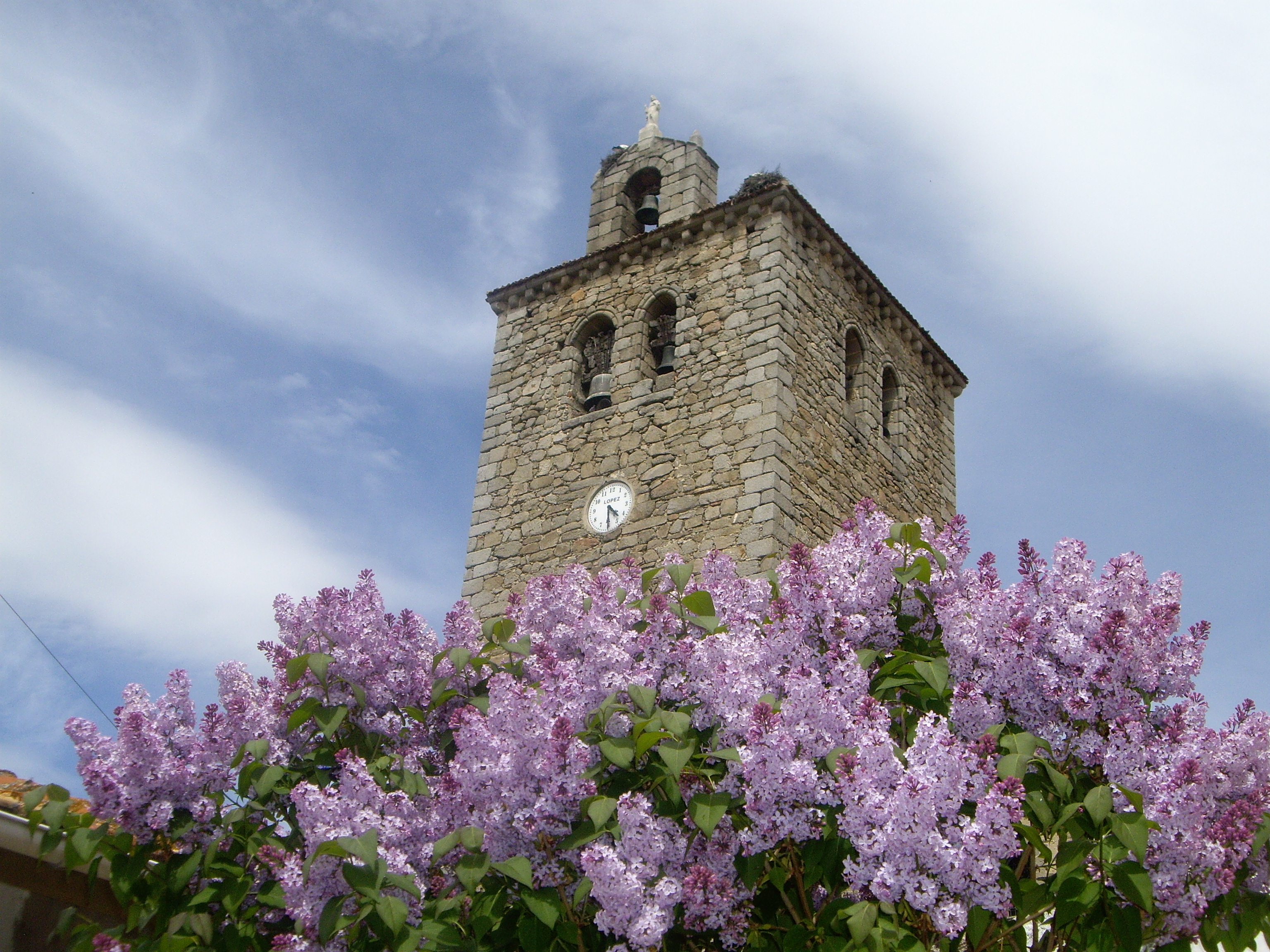
Nikolauskirche